# Ardisia geniculata
Ardisia geniculata är en viveväxtart som beskrevs av Cyrus Longworth Lundell. Ardisia geniculata ingår i släktet Ardisia och familjen viveväxter. Inga underarter finns listade i Catalogue of Life.